# Caroline Yadan

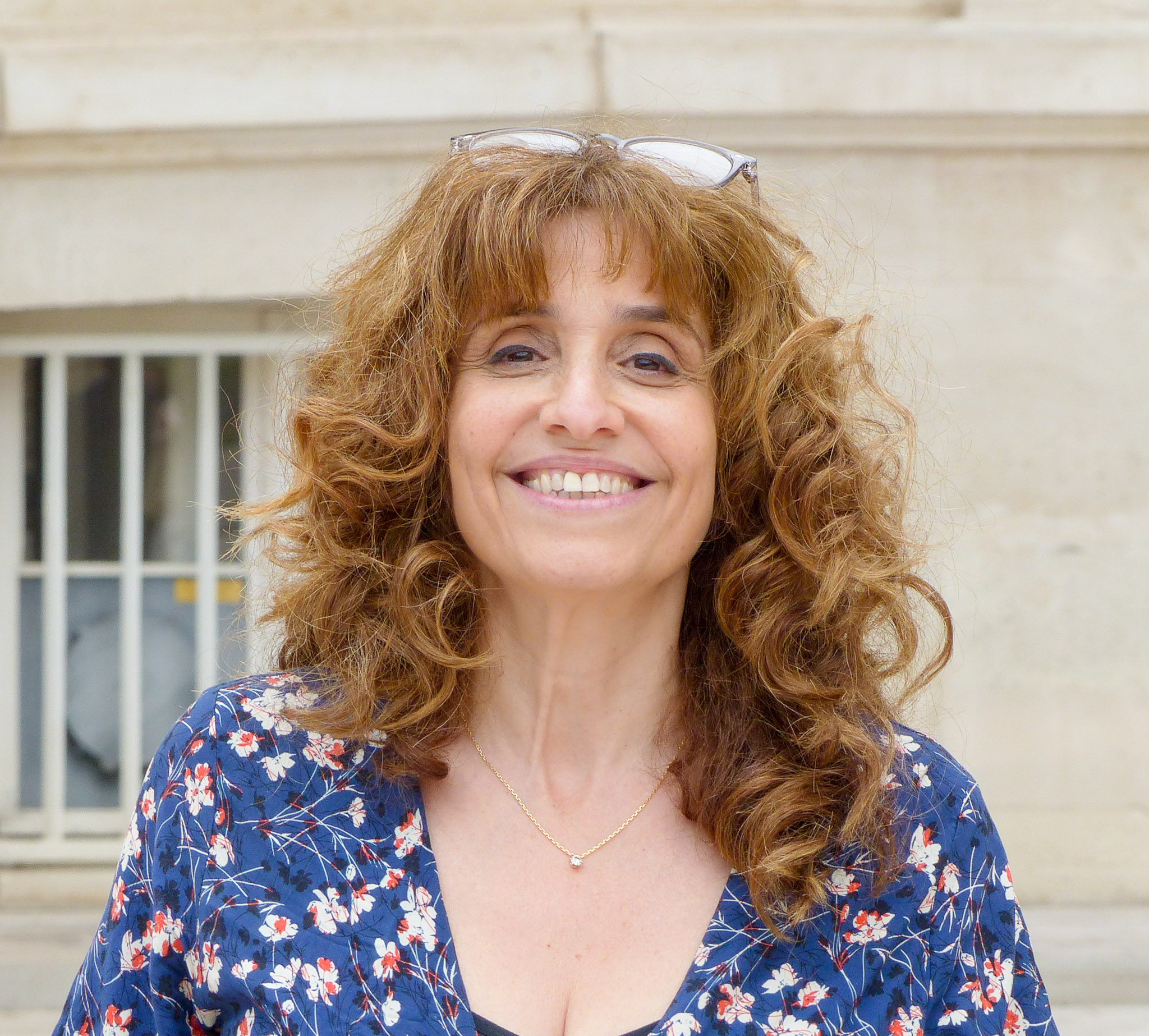
Caroline Yadan, 2024

Caroline Yadan (geboren am 14. August 1968 in Boulogne-Billancourt) ist eine französische Rechtsanwältin und Parlamentsabgeordnete.
Im Juni 2022 wurde sie bei der Parlamentswahl im 3. Wahlkreis von Paris zur Stellvertreterin von Stanislas Guerini gewählt und ersetzte ihn, da dieser Minister für die Transformation und den öffentlichen Dienst wurde. Sie trat der Renaissance-Fraktion bei.
Yadan vertrit einen Wahlkreis der Auslandfranzosen, der insbesondere die zahlreichen französischen Staatsbürger in Israel umfasst. Ein von ihr angekündigter Gesetzesentwurf gegen „neue Formen des Antisemitismus“ (worunter sie auch Verbindungen von diesem mit dem Antizionismus versteht), dem 89 Abgeordnete ihre Unterstützung zusagt haben, verblieb zuletzt (2025) in der Projektierungsphase.